# Poliosia muricolor
Poliosia muricolor là một loài bướm đêm thuộc phân họ Arctiinae, họ Erebidae.